# Castell de l'Oreneta
El Castell de l'Oreneta era un edifici situat al cim del turó de Bellavista, al barri de Sarrià de Barcelona, actualment desparegut.

## Història i descripció
Va ser construït com a residència d'estiueig d'Ernest Tous i Repetti (1845-1926), president de La Maquinista Terrestre i Marítima, i la seva muller Anna Sant i Lluch (1836-1902). Es va inaugurar el 1897 i el 1905 va ser ampliat amb una capella. El disseny arquitectònic pretenia emular els castells medievals, amb les torres de defensa coronades amb merlets. A la portalada principal hi havia un escut quarterat amb una abella com a distintiu del treball, una roda dentava que recordava La Maquinista, un gos que evocava la fidelitat i finalment una oreneta, l'au que va donar nom al castell. Una creu vermella separava els quarters.

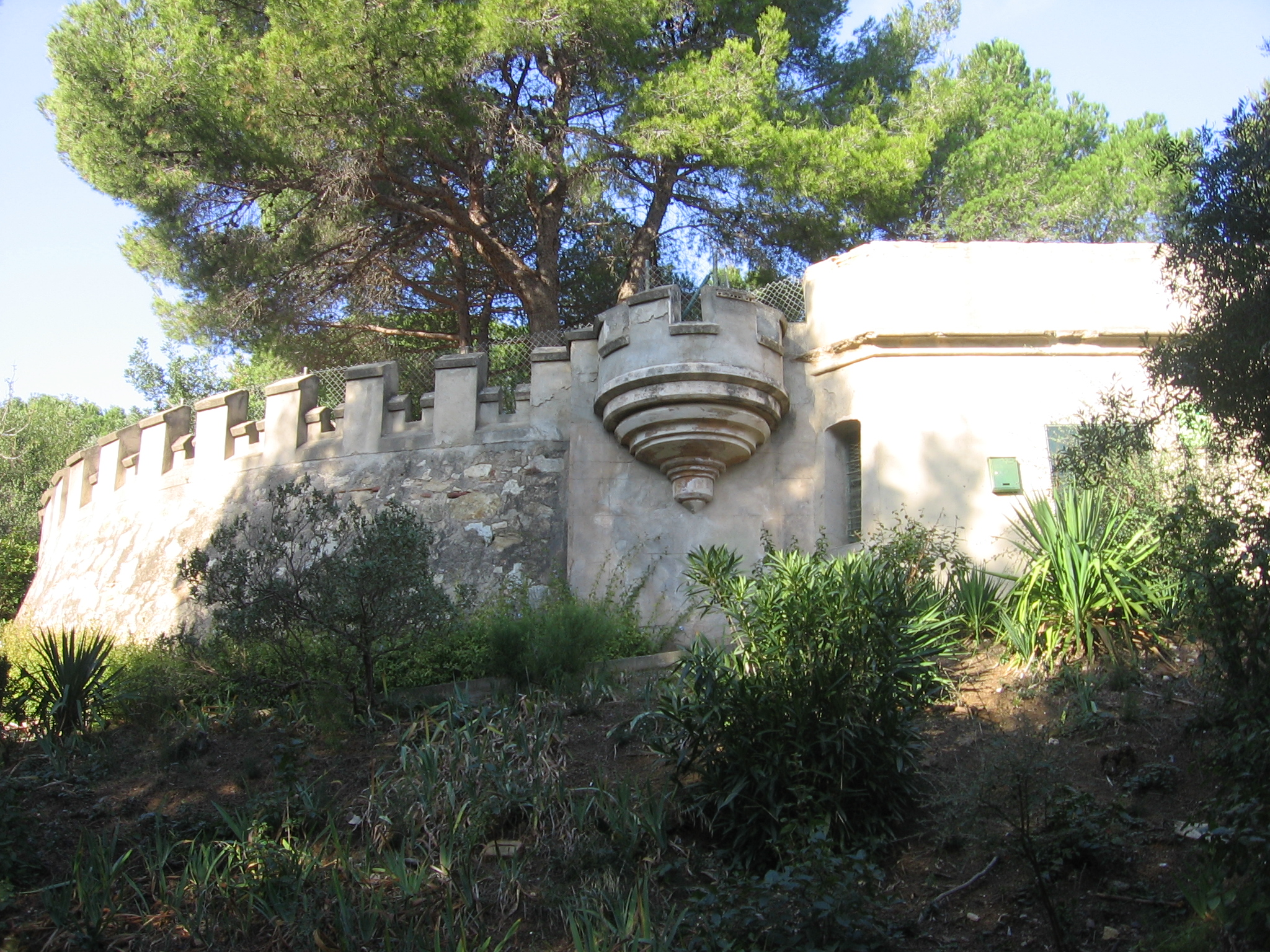
Restes del castell

Durant la Guerra Civil, un escamot de les Patrulles de Control va saquejar i incendiar la capella, i les flames es van estendre a la resta del castell, destruint-lo parcialment. Més tard les bombes i els morters van acabar de devastar-lo. Va quedar abandonat fins que el 1978 l'Ajuntament de Barcelona va comprar la finca i la va obrir al públic com a parc urbà.